# Napadowa nocna hemoglobinuria
Napadowa nocna hemoglobinuria (zespół Marchiafavy-Micheliego, ang. paroxysmal nocturnal hemoglobinuria, PNH) – rzadkie schorzenie erytrocytów polegające na braku czynników broniących przed ich rozpadem.
Zostało po raz pierwszy opisane przez niemieckiego lekarza Paula Strübinga w 1881 roku, a następnie w 1911 roku przez Ettore Marchiafavę i Alessio Nazariego. Termin haemoglobinuria paroxysmalis nocturia wprowadził Enneking w 1928.

## Etiopatogeneza
Choroba polega na defekcie błony erytrocytu, który uniemożliwia ochronę krwinki przed cytolizą przy udziale dopełniacza.
Istnieją trzy podtypy nocnej napadowej hemoglobinurii:
1. PNH I – prawidłowy poziom cholinesterazy
2. PNH II – obniżony poziom cholinesterazy
3. PNH III – niedobór cholinesterazy a także błonowego inhibitora reaktywnej lizy – MIRL (CD 59) oraz czynnika DAF (CD55) – jego niedobór ułatwia wiązanie frakcji C3 dopełniacza.

W patogenezie schorzenia bierze się też pod uwagę niedobór białka wiążącego C8.

Rozpad krwinek zachodzi głównie przy obniżeniu pH krwi. Tym tłumaczy się nasilenie schorzenia w nocy w trakcie snu.
Chorzy wykazują zwiększoną skłonność do zmian zakrzepowo-zatorowych, a także leukopenię i trombocytopenię (prawdopodobnie taki sam defekt jak w błonach erytrocytów współistnieje także w leukocytach i trombocytach).

## Objawy i przebieg
- niedokrwistość
- cechy hemolizy
- bóle brzucha
- ciemne zabarwienie moczu oddanego rano
- skłonność do zakrzepów i zatorów (co może się objawiać m.in. priapizmem)

## Rozpoznanie
Rozpoznanie stawia się na podstawie stwierdzenia:
1. hemoglobinurii i hemosydenurii w moczu nocnym,
2. dodatniego testu Hama – hemoliza w środowisku kwaśnym,
3. dodatniego testu cukrozowego – hemoliza w środowisku sacharozy,
4. cytometria przepływowa – braku w erytrocytach ekspresji CD55 (DAF) i CD59 (MIRL),
5. małego stężenia fosfatazy alkalicznej i CD15 w granulocytach oraz obniżenia stężenia cholinesterazy w erytrocytach.

## Leczenie
- podawanie preparatów krwinek płukanych
- ekulizumab[2]
- leki glikokortykosteroidowe
- leki przeciwzakrzepowe
- leki alkalizujące
- przeszczep szpiku

## Rokowanie
Choroba ma przebieg przewlekły. W związku z pojawieniem się ekulizumabu, inhibitora C5 układu dopełniacza, który w 2007 roku został zarejestrowany jako pierwszy w Europie lek na napadową nocną hemoglobinurię, poprawiły się rokowania pacjentów i spadła śmiertelność. Rokowanie pięcioletniej przeżywalności wzrosło do 97%. Ponadto, wprowadzono dwie nowe terapie - rawulizumabem, będącym pierwszym długodziałającym inhibitorem C5 układu dopełniacza, oraz pegcetacoplanem, inhibitorem C3 układu dopełniacza. Częstotliwość podawania tych leków jest mniejsza, co według ekspertów przekłada się na redukcję obciążenia chorobą pacjentów.